# Desa Mulyoagung (administrativ by i Indonesien, lat -7,14, long 111,91)
Desa Mulyoagung är en administrativ by i Indonesien.   Den ligger i provinsen Jawa Timur, i den västra delen av landet, 600 km öster om huvudstaden Jakarta.